# Fernando Gabriel Sosa
Fernando Gabriel Sosa (né en 1974 à Córdoba, en Argentine), connu sous le nom de Nano Sosa, est un écrivain de bandes dessinées, illustrateur et gestionnaire culturel argentin. Il est reconnu pour son travail dans le domaine de la bande dessinée, de l'animation et des projets culturels.

## Bandes dessinées et travail culturel
Sosa est une figure importante de la scène de la bande dessinée à Córdoba. Il a organisé le programme « Comicazo » à la Foire du livre et de la connaissance de Córdoba en 2014 et 2015, qui a contribué à promouvoir la bande dessinée comme un élément important de la culture. Il a également coordonné la « Journée de l'humour » en 2015 au Centre culturel de Córdoba et le festival « Kidcómic » en 2016.

## Soutien à la législation sur la bande dessinée
En 2012, Sosa a proposé une loi nationale visant à promouvoir et à protéger la bande dessinée argentine. Cette proposition a été présentée au Congrès national argentin sous la référence « Expediente 0502-D-2014 ». Bien que la loi n’ait pas été adoptée, elle a mis en évidence l'importance de la bande dessinée dans la culture argentine.

## Collaborations internationales
Sosa a travaillé avec plusieurs maisons d'édition internationales. Il a été impliqué avec Barricada Cómics en Argentine et avec Wi-Fi Digital Press à l'étranger, collaborant avec des artistes d’Amérique latine et d’Europe.

## Travail en animation
Sosa a contribué à des projets d’animation. Depuis 2022, il travaille comme artiste de storyboard pour la série animée Booba, produite par le studio britannique 3D Sparrow et distribuée mondialement sur Netflix. Cette série pour enfants est connue pour son style comique et l’absence de dialogues, se concentrant sur les aventures d’un personnage curieux dans des situations quotidiennes. La contribution de Sosa aux storyboards a été essentielle pour la production d’épisodes récents de la série.